# جان أردن
جان أردن هي كاتِبة وموسيقية ومنتجة أفلام وفنانة شارع ومغنية ومغنية مؤلفة ومقدمة تلفزيونية وممثلة كندية، ولدت في 27 مارس 1962 في كالغاري في كندا. من الجوائز التي نالتها Juno Award for Breakthrough Artist of the Year ‏ سنة 1994 سنة 1995 سنة 1995 سنة 1995 سنة 2002 سنة 1994 سنة 1996 سنة 2006.

## جوائز وترشيحات
جوائز
- Juno Award for Breakthrough Artist of the Year [الإنجليزية]‏ (1994)
- جائزة جونو لأفضل ترفيهي في السنة [الإنجليزية]‏ (1995)
- جائزة جونو لأفضل أغنية منفردة في السنة [الإنجليزية]‏ (1995)
- جائزة جونو لأفضل كاتب موسيقي في السنة [الإنجليزية]‏ (1995)
- جائزة جونو لأفضل كاتب موسيقي في السنة [الإنجليزية]‏ (2002)
- Juno Award for Video of the Year [الإنجليزية]‏ (1994)
- Juno Award for Video of the Year [الإنجليزية]‏ (1996)
- شارع المشاهير الكندي [الإنجليزية]‏ (2006)

ترشيحات
- Juno Award for Artist of the Year [الإنجليزية]‏ (2010)
- جائزة جاك ريتشاردسون لمنتج السنة [الإنجليزية]‏ (2006)
- جائزة جونو لألبوم السنة [الإنجليزية]‏ (1999)
- Juno Award for Dance Recording of the Year [الإنجليزية]‏ (1995)
- جائزة جونو لأفضل ترفيهي في السنة [الإنجليزية]‏ (1996)
- Juno Award for Pop Album of the Year [الإنجليزية]‏ (1999)
- Juno Award for Pop Album of the Year [الإنجليزية]‏ (2006)
- جائزة جونو لأفضل أغنية منفردة في السنة [الإنجليزية]‏ (1996)
- جائزة جونو لأفضل أغنية منفردة في السنة [الإنجليزية]‏ (1998)
- جائزة جونو لأفضل كاتب موسيقي في السنة [الإنجليزية]‏ (1994)
- جائزة جونو لأفضل كاتب موسيقي في السنة [الإنجليزية]‏ (1998)
- Juno Award for Video of the Year [الإنجليزية]‏ (1995)
- Juno Award for Video of the Year [الإنجليزية]‏ (1999)

## وصلات خارجية
- الموقع الرسمي
- جان أردن على موقع IMDb (الإنجليزية)
- جان أردن على موقع ميوزك برينز (الإنجليزية)
- جان أردن على موقع أول ميوزيك (الإنجليزية)
- جان أردن على موقع ديسكوغز (الإنجليزية)
- جان أردن على موقع قاعدة بيانات الفيلم (الإنجليزية)